# WWC1
WWC1‏ (WW and C2 domain containing 1) هوَ بروتين يُشَفر بواسطة جين WWC1 في الإنسان.